# Peix espàtula
El peix espàtula (Polyodon spathula) és una espècie de peix actinopterigi de l'ordre dels acepenseriformes, que viu en aigües lentes de les conques del Mississipi i altres rius que desemboquen al Golf de Mèxic. Als Grans Llacs d'Amèrica del Nord és extint.
És l'única espècie viva de la família dels poliodòntids, la segona, el peix espàtula xinès (Psephurus glasius) és extinta. És un dels peixos més grans i se n'han trobat fòssils que daten del cretaci inferior (hauterivià), molt parent amb els esturions.

## Descripció
És un peix d'aigua dolça gros que pot atènyer fins a 220 cm i pesar 72 kg. Té una distintiva boca allargada i aplatada que fa gairebé un terç de la longitud total. S'assembla una espàtula, el que n'explica el nom. El nom de gènere polyodon, «que té moltes dents» és curiós, perquè els adults no en tenen cap. Pot ser que li van donar el nom per mor de les nombroses brànquies.
S'alimenta de zooplàncton que filtra de l'aigua amb les brànquies. Hi ha hagut moltes hipòtesis sobre la funció la forma tan particular del morro. Si han trobat per microscòpia electrònica desenes de milers de receptors sensorials. Són morfològicament similars a les ampul·les de Lorenzini de taurons i batoïdeus, amb les quals poden detectar el plàncton. Els electroreceptors poden detectar camps elèctrics febles que indiquen no només la presència de zooplàncton, sinó també els moviments dels eixams de zooplàncton. Quan en detecta un, neda cap endavant amb la boca ben oberta, i filtra l'aigua sobre les brànquies.

## Distribució i conservació
Era comú a tot l'Oest Mitjà dels Estats Units. La població n'està minvant per causa de la fragmentació de l'hàbitat, la construcció d'obstacles com ara preses i rescloses i la sobrepesca. Al Canadà, al nord dels Estats Units i als Grans Llacs ha desaparegut. El 1994 ja hi havia onze estats dels EUA que el van classificar en la categoria en perill. El 1992 va ser afegit a la llista CITES i es van prendre unes mesures de protecció per estabilitzar la població i se'n va prohibir el comerç il·legal.
El 2005 uns exemplars de peixos espàtula es van observar a curs inferior del Danubi a Sèrbia. Es tracta molt probablement d'exemplars escapats d'instal·lacions d'aqüicultura de Romània o Bulgària. Sembla que la nova colònia s'hi ha aclimatat. Encara no és clar si posen un risc d'hibridació per a la població dels autòctons esturions.
És un peix aficionat pels pescadors esportius.